# Archiwum Państwowe w Suwałkach
Archiwum Państwowe w Suwałkach – zostało utworzone w 1921 roku.

## Historia
Początki działalności archiwalnej na Suwalszczyźnie sięgają XVII wieku. W latach 1816–1837 Suwałki były stolicą województwa augustowskiego, następnie w latach 1837–1866 guberni augustowskiej, a w latach 1867–1915 Suwałki były stolicą guberni suwalskiej. W tych czasach działały archiwa zakładowe (gubernialne, miejskie, sądowe).
W 1921 roku zostało powołane Archiwum Państwowe w Suwałkach, które przejęło akta z archiwum guberni suwalskiej i administracji ogólnej. Po uporządkowaniu zasób archiwum został w 1926 roku wywieziony do Grodna, wskutek czego archiwum suwalskie przestało istnieć. W 1954 roku zostało powołane Powiatowe Archiwum Państwowe w Suwałkach, które na mocy rozporządzenia w 1955 roku zostało podporządkowane Wojewódzkiemu Archiwum Państwowemu w Białymstoku (kierownikiem była Irena Filipowicz). W 1965 roku archiwum zostało przemianowane na oddział terenowy. W 1975 roku powstało województwo suwalskie, dlatego w 1976 roku archiwum przemianowano na Wojewódzkie Archiwum Państwowe w Suwałkach. W 1983 roku zmieniono nazwę na Archiwum Państwowe w Suwałkach.
Oddział w Ełku
W 1954 roku zostało utworzone Powiatowe Archiwum w Ełku. Początkowo mieściło się w budynku Prezydium Rady Narodowej; otrzymało teren powiatów ełckiego, gołdapskiego, oleckiego i grajewskiego. W 1963 roku archiwum otrzymało budynek przy ulicy Kąpielowej i nastąpiło wzbogacenie o nowe zbiory. W 1976 roku archiwum przemianowane na oddział terenowy podporządkowany Wojewódzkiemu Archiwum Państwowemu w Suwałkach, a od 1983 roku oddział Archiwum Państwowego w Suwałkach. Od 2001 roku archiwum ma nową siedzibę.